# Прапор Ганнополя
Пра́пор Ганно́поля — офіційний символ села Ганнопіль Ємільчинського району Житомирської області, затверджений 27 червня 2013 р. рішенням № 156 XX сесії Ганнопільської сільської ради VI скликання.

## Опис
Квадратне полотнище поділене по діагоналі від нижнього древкового до верхнього вільного кута синьою смугою (1/10 ширини прапора) на верхню червону і нижню зелену частини.
У центрі полотнища повний герб (1/2 сторони прапора). Червоний — символ історичної Поліської землі, зелений — символ Поліського краю, синій — символ води і мирного неба.
Автор — Олена Олексіївна Шевчук.